# 楊旭 (游泳運動員)
楊旭（英語：William Xu Yang，1998年10月11日—），澳大利亞華裔運動員，2016年畢業於諾克斯文法學校。他曾經在2022年世界游泳錦標賽及2022年英聯邦運動會代表澳大利亞國家隊出賽。

## 早年生活
楊旭在悉尼出生，父親來自中國東北、母親來自北京。他在幼年搬到廣州讀小學，及後返回悉尼完成中學課程，並且在悉尼大學攻讀學位。